# パシフィック級哨戒艇
パシフィック級哨戒艇（ぱしふぃっくきゅうしょうかいてい、英語: Pacific class patrol boat）とは南太平洋諸国で使用されている小型の哨戒艇。オーストラリアが主催する、太平洋哨戒艇計画(en)によって建造され、南太平洋の各国に供与された。パシフィックフォーラム級哨戒艇とも呼ばれる。

## 建造の経緯
1982年に国連で国連海洋法条約が採択された結果、各国は沿岸200浬に及ぶ排他的経済水域を持つこととなった。しかし、南西大西洋の島嶼国のほとんどは、この広大な海域の監視・取締りを行う機材や人材、ノウハウそして資金を持っていなかった。
このため南太平洋諸国は1979年から、オーストラリアとニュージーランドに対し、地域の海上警察力整備に対する協力を求めていた。オーストラリア政府はこれに応え、防衛協力計画（Defence Cooperation Project）を策定し、その中の太平洋哨戒艇計画において、警備用哨戒艇と要員教育を提供することとした。この警備用哨戒艇がパシフィック級哨戒艇である。
オーストラリア造船工業社（現在のテニクス・ウエスタン・オーストラリア）が設計および全艇の建造を行った。使用国の運用要求や建造時期によって、設計には若干の差異が生じている。

## 運用
パシフィック級哨戒艇は、その建造目的の通り排他的経済水域の哨戒に当たっており、漁業取締りに重要な役割を果たしている。また、捜索救難や災害時の物資輸送などにも用いられている。
なお、設計時点での寿命は15年であったが、延命改修を受けることでこれを7年延ばしている。2000年10月にはさらに改修を行い、寿命を30年に延長することが決定された。

## 同型艦一覧
| 建造順序 | 艇名                                                   | 所属国             | 所属組織     | 譲渡           | 退役・備考                                              |
| -------- | ------------------------------------------------------ | ------------------ | ------------ | -------------- | ------------------------------------------------------- |
| 1        | HMPNGS Tarangau (P01) →HMPNGS Rabaul (P01)             | パプアニューギニア | 国防軍       | 1987年5月13日  | 2018年8月3日                                            |
| 2        | RVS Tukoro (02)                                        | バヌアツ           | 警察         | 1987年6月13日  | 2021年6月                                               |
| 3        | HMPNGS Dreger (P02)                                    | パプアニューギニア | 国防軍       | 1987年10月29日 | 2021年4月18日                                           |
| 4        | ナファヌア Nafanua (04)                                | サモア             | 警察         | 1988年3月19日  | 2019年6月13日                                           |
| 5        | ラタ RSIPV Lata (03)                                   | ソロモン諸島       | 警察         | 1988年7月      | 2019年9月11日                                           |
| 6        | HMPNGS Seeadler (P03)                                  | パプアニューギニア | 国防軍       | 1988年10月28日 | 2021年4月18日                                           |
| 7        | HMPNGS Basilisk (P04) →HMPNGS Moresby (P04)            | パプアニューギニア | 国防軍       | 1989年7月1日   | 2021年4月18日                                           |
| 8        | テ・ククパ CIPPB Te Kukupa                             | クック諸島         | 警察         | 1989年9月1日   | 2022年2月25日                                           |
| 9        | ネイアフ VOEA Neiafu (P201)                            | トンガ             | トンガ防衛隊 | 1989年10月30日 | 2020年9月14日                                           |
| 10       | ミクロネシア FSS Micronesia (02)                       | ミクロネシア連邦   | 警察         | 1990年1月3日   | 2022年1月12日                                           |
| 11       | パリキール FSS Palikir (01)                            | ミクロネシア連邦   | 警察         | 1990年4月28日  | 2022年6月15日                                           |
| 12       | パンガイ VOEA Pangai (P202)                            | トンガ             | トンガ防衛隊 | 1990年6月30日  | 2020年4月23日                                           |
| 13       | サヴェア VOEA Savea (P203)                             | トンガ             | トンガ防衛隊 | 1991年3月23日  | 2019年4月                                               |
| 14       | RMIS Lomor (03)                                        | マーシャル諸島     | 警察         | 1991年6月29日  |                                                         |
| 15       | アウキ RSIPV Auki (04)                                 | ソロモン諸島       | 警察         | 1991年11月     | 2021年3月4日                                            |
| 16       | RKS Teanoai (301)                                      | キリバス           | 警察         | 1994年1月22日  | 2021年5月5日                                            |
| 17       | クラ RFNS Kula (201)                                   | フィジー           | 海軍         | 1994年5月28日  | 2019年12月22日                                          |
| 18       | テ・マタイリ HMTSS Te Mataili (801)                    | ツバル             | 警察         | 1994年10月8日  | 2019年1月31日                                           |
| 19       | キカウ RFNS Kikau (202)                                | フィジー           | 海軍         | 1995年5月27日  | 2023年12月20日                                          |
| 20       | キロ RFNS Kiro (203)                                   | フィジー           | 海軍         | 1995年10月14日 | 2016年7月14日、荒天により座礁大破後に航行不能となり放棄 |
| 21       | H・I・レメリク大統領 PSS President H.I. Remeliik (001) | パラオ             | 警察         | 1996年7月25日  | 2020年3月13日                                           |
| 22       | インディペンデンス FSS Independence (03)               | ミクロネシア連邦   | 警察         | 1997年5月22日  | 2022年1月12日                                           |